# Mellomfjellet
Das Mellomfjellet (norwegisch für Dazwischenliegender Berg) ist ein 2660 m hoher Berg im ostantarktischen Königin-Maud-Land. Im südöstlichen Teil der Sør Rondane ragt er zwischen dem Langbogfjellet und dem Breskilkampen auf.
Wissenschaftler des Norwegischen Polarinstituts benannten ihn 1988.